# Port lotniczy Siglufjörður
Port lotniczy Siglufjörður (isl. Siglufjörðurflugvöllur, IATA: SIJ, ICAO: BISI) – islandzki port lotniczy w zlokalizowany w miejscowości Siglufjörður.